# Klubi Sportiv Vllaznia 2013-2014

## Rosa
Aggiornata al 23 febbraio 2014.
| N. |                       | Ruolo | Calciatore                   |
| -- | --------------------- | ----- | ---------------------------- |
| 1  | Albania (bandiera)    | P     | Erind Selimaj                |
| 2  | Montenegro (bandiera) | D     | Blažo Rajović                |
| 3  | Albania (bandiera)    | D     | Alis Baçi                    |
| 4  | Albania (bandiera)    | D     | Ervis Kraja (capitano)       |
| 5  | Albania (bandiera)    | C     | Alsid Tafili                 |
| 6  | Albania (bandiera)    | C     | Bekim Dema                   |
| 7  | Albania (bandiera)    | C     | Florind Bardulla             |
| 8  | Albania (bandiera)    | C     | Amarildo Belisha             |
| 9  | Albania (bandiera)    | A     | Jurgen Gjini                 |
| 10 | Albania (bandiera)    | A     | Ndriçim Shtubina             |
| 11 | Albania (bandiera)    | A     | Arsen Hajdari                |
| 12 | Albania (bandiera)    | P     | Alen Sherri                  |
| 14 | Albania (bandiera)    | C     | Arsid Kruja                  |
| 15 | Albania (bandiera)    | D     | Arsen Sykaj                  |
| 16 | Albania (bandiera)    | C     | Behar Ramadani               |
| 17 | Albania (bandiera)    | C     | Paolo Markolaj               |
| 18 | Albania (bandiera)    | D     | Elvin Beqiri (vice-capitano) |

| N. |                       | Ruolo | Calciatore           |
| -- | --------------------- | ----- | -------------------- |
| 19 | Albania (bandiera)    | C     | Denis Pjeshka        |
| 20 | Croazia (bandiera)    | A     | Tomislav Bušić       |
| 21 | Montenegro (bandiera) | P     | Miroslav Vujadinović |
| 22 | Albania (bandiera)    | C     | Noris Kozmaj         |
| 24 | Albania (bandiera)    | C     | Arenc Dibra          |
| -  | Montenegro (bandiera) | D     | Nikola Vukčević      |
| -  | Albania (bandiera)    | D     | Samet Ruqi           |
| -  | Albania (bandiera)    | D     | Izmir Bala           |
| -  | Albania (bandiera)    | D     | Ervin Rexha          |
| -  | Albania (bandiera)    | D     | Ergi Lekaj           |
| -  | Albania (bandiera)    | D     | Antonio Marku        |
| -  | Albania (bandiera)    | C     | Mateo Zefi           |
| -  | Serbia (bandiera)     | C     | Milan Nikolić        |
| -  | Albania (bandiera)    | C     | Olsi Goçaj           |
| -  | Albania (bandiera)    | C     | Ergi Borshi          |
| -  | Albania (bandiera)    | A     | Arlind Kalaja        |
| -  | Albania (bandiera)    | A     | Stivi Veçaj          |